# Nascus
Nascus is een geslacht van vlinders van de familie dikkopjes (Hesperiidae), uit de onderfamilie Eudaminae.

## Soorten
- N. broteas (Cramer, 1780)
- N. paulliniae (Sepp, 1848)
- N. phintias Schaus, 1913
- N. phocus (Cramer, 1777)
- N. prax Evans, 1952
- N. solon (Plötz, 1882)